# 그루
《그루》는 절대교감이 발행하던 격월간 만화 잡지이다. 2008년에 창간되어 2010년에 폐간되었다. 

## 연재 작품
- 그래도 괜찮아
- 몽환가족
- 푸른 목걸이
- NANZO